# Darcy Werenka
Darcy Werenka (* 13. Mai 1973 in Edmonton, Alberta) ist ein ehemaliger kanadischer Eishockeyspieler mit österreichischer Staatsbürgerschaft, der über 500 Spiele in der Österreichischen Eishockey-Liga absolviert hat, aber auch in anderen europäischen Top-Ligen und der American Hockey League aktiv war. 

## Karriere

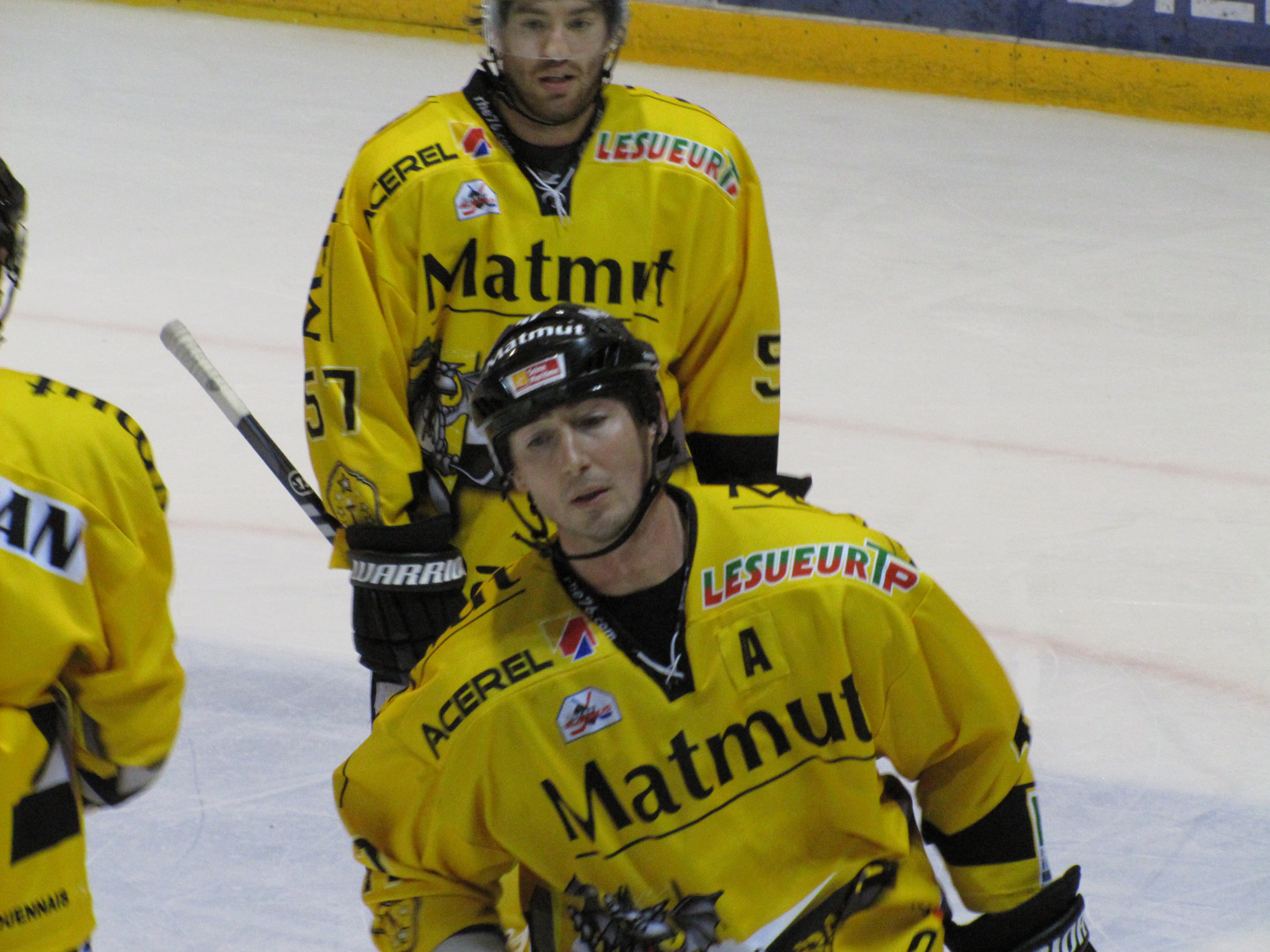
Werenka (vorne) im Trikot der Dragons de Rouen.

Seine Karriere begann Darcy Werenka bei den Sherwood Park Crusaders in der Alberta Junior Hockey League. Von 1989 bis 1993 spielte er in der Western Hockey League, einer der drei großen kanadischen Nachwuchsligen, für die Lethbridge Hurricanes und zmm Schluss für die Brandon Wheat Kings. Nachdem er 1991 in das Second All-Star-Team der Eastern Conference gewählt wurde, wählten ihn die New York Rangers beim NHL Entry Draft 1991 in der zweiten Runde als insgesamt 37. Spieler aus. Die Rangers setzten ihn in den folgenden Jahren in ihrem Farmteam Binghamton Rangers ein, für das er bis 1995 143 Spiele in der American Hockey League absolvierte. Die folgenden zwei Jahre spielte er für verschiedene Teams der International Hockey League.
1997 wechselte der Verteidiger erstmals nach Europa und spielte zwei Jahre beim CE Wien in der Österreichischen Eishockey-Liga. Danach spielte er in den Vereinigten Staaten bei den Utah Grizzlies erneut in der IHL. Bereits 2000 kam er aber wieder nach Europa, zunächst nach Finnland zu Hämeenlinnan Pallokerho und dann 2001 zu den Schwenninger Wild Wings. 2002 ging er für ein Jahr zu den Kölner Haien. Von 2003 bis 2010 spielte er dann für die Vienna Capitals wieder in der ÖEHL. Im Jahr 2005 wurde er zum Kapitän der Wiener Mannschaft, mit der er zuvor die österreichische Meisterschaft gewonnen hatte, ernannt. In der Meistersaison sowie in der Spielzeit 2006/07 war jeweils Topscorer unter den Abwehrspielern. Zur Saison 2010/11 wechselte er zu den EC Graz 99ers. Diesen verließ er nach einem Jahr und schloss sich zur Saison 2011/12 den Dragons de Rouen aus der französischen Ligue Magnus an, mit denen er 2012 den IIHF-Continental-Cup und die französische Meisterschaft gewann. Im Jänner 2013 heuerte er dann in der dritthöchsten österreichische Liga bei den Kapfenberg Bulls an und erreichte mit diesen das Playoff-Finale der Nationalen Amateur Hockey Liga, dass aber gegen den EC Tarco Wölfe Klagenfurt verloren ging. Anschließend beendete er seine Karriere.

### International
Im Juniorenbereich spielte Werenka noch für Kanada und gewann mit der U20-Auswahl seines Landes bei der Weltmeisterschaft 1993 die Goldmedaille.
Am 16. April 2008 erhielt er die österreichische Staatsbürgerschaft und absolvierte noch am selben Tag, bei der Weltmeisterschaft der Division I, sein erstes Spiel für die österreichische Nationalmannschaft, wobei er gleich zum wertvollsten Spieler des Abends gekürt wurde. Auch 2010 spielte er in der Division I. Nachdem beide Male der Aufstieg gelungen war, spielte er 2009 und 2011 in der Top-Division, musste aber jeweils den sofortigen Wiederabstieg hinnehmen. Zudem vertrat er die Alpenländler beim Qualifikationsturnier für die Olympischen Winterspiele in Vancouver 2010.

## Erfolge und Auszeichnungen
- 1991 Second All-Star-Team der Eastern Conference der Western Hockey League
- 1993 Goldmedaille bei der U20-Weltmeisterschaft
- 2005 Österreichischer Meister mit den Vienna Capitals
- 2005 Topscorer unter den Abwehrspielern der Österreichischen Eishockey-Liga
- 2007 Topscorer unter den Abwehrspielern der Österreichischen Eishockey-Liga
- 2008 Aufstieg in die Top-Division bei der Weltmeisterschaft der Division I
- 2010 Aufstieg in die Top-Division bei der Weltmeisterschaft der Division I
- 2012 IIHF-Continental-Cup-Gewinn mit den Dragons de Rouen
- 2012 Französischer Meister mit den Dragons de Rouen

## Karrierestatistik

### International
| Vertrat Kanada bei: - U20-Junioren-Weltmeisterschaft 1993 | Vertrat Österreich bei: - Weltmeisterschaft der Division I 2008 - Qualifikationsturnier für die Olympischen Winterspiele 2010 - Weltmeisterschaft 2009 | - Weltmeisterschaft der Division I 2010 - Weltmeisterschaft 2011 |

(Legende zur Spielerstatistik: Sp oder GP = absolvierte Spiele; T oder G = erzielte Tore; V oder A = erzielte Assists; Pkt oder Pts = erzielte Scorerpunkte; SM oder PIM = erhaltene Strafminuten; +/− = Plus/Minus-Bilanz; PP = erzielte Überzahltore; SH = erzielte Unterzahltore; GW = erzielte Siegtore; 1 Play-downs/Relegation; Kursiv: Statistik nicht vollständig)